# Lingshui
Lingshui léase Lín-Shuéi (en chino:陵水黎族自治县, pinyin:Língshuǐ Lízú Zìzhìxiàn) es uno de los seis condados autónomos bajo la administración directa de la provincia de Hainan. Se ubica al sur de la República Popular China. El condado de Lingshui tiene 40 kilómetros de largo de norte a sur y 32 kilómetros de ancho de este a oeste, el área total es de 1128 kilómetros cuadrados con una población total en 2009 de 364 600 habitantes.
Lingshui es una ciudad con una gran población étnica como Li , Han y Miao . El condado es rico en recursos naturales, especialmente minerales, turismo y recursos marinos. 
El condado de Lingshui se estableció por primera vez en el año 610, y como condado autónomo se estableció el 31 de diciembre de 1987. 

## Administración
El  condado autónomo de Lingshui  se divide en 9 poblados 2 villas.